# ياكوفليف ياك-60
ياكوفليف ياك-60 والمعروفة باسم ياك-32 في بعض المصادر هي مروحية تجريبية لشركة ياكوفليف ثقيلة بمراوح متزامنة صممت أواخر الستينيات القرن العشرين. هذا التصميم لم يتجاوز مرحلة النموذج المبدئي.

## المواصفات
البيانات من <ref name='Gunston'>
الخصائص العامة
- طاقم: three
- سعة: 42 t (93,000 رطل) of cargo
- طول: 46 م (150 قدم 11 بوصة)
- الوزن فارغة: 55,000 كـغ (121,254 رطل)
- وزن الإقلاع الأقصى: 100,000 كـغ (220,462 رطل)
- محركات: 4 × Soloviev D-25VF turboshaft engines in pairs for each rotor, 4,800 كـو (6,500 shp)  الواحد
- قطر الدوار الرئيسي: 2× 35 م (114 قدم 10 بوصة)

أداء